# Gurgy-le-Château
Gurgy-le-Château är en kommun i departementet Côte-d'Or i regionen Bourgogne-Franche-Comté i östra Frankrike. Kommunen ligger i kantonen Recey-sur-Ource som tillhör arrondissementet Montbard. År 2022 hade Gurgy-le-Château 45 invånare.

## Befolkningsutveckling
Antalet invånare i kommunen Gurgy-le-Château
Referens:INSEE